# Giovanni Serafini
Giovanni Serafini (ur. 15 października 1786 w Magliano, zm. 1 lutego 1855 w Rzymie) – włoski duchowny katolicki, wysoki urzędnik Państwa Kościelnego, kardynał.

## Życiorys
Kształcił się w Collegio w Perugii, następnie studiował w Kościelnej Akademii Szlacheckiej w Rzymie (ukończył w 1815) i w Kolegium Protonotariuszy Apostolskich (w 1817 obronił doktorat obojga praw). Po przyjęciu święceń kapłańskich był m.in. wicelegatem w Rawennie, pełnił również funkcję dziekana Komnaty Apostolskiej.
W styczniu 1843 został mianowany przez papieża Grzegorza XVI kardynałem diakonem Santi Vito, Modesto e Crescenzia (w kwietniu 1846 objął diakonię Santa Maria in Cosmedin). Od kwietnia 1843 pełnił funkcję prefekta Kongregacji Dróg i Wodociągów Państwa Kościelnego. Brał udział w konklawe 1846 po śmierci Grzegorza XVI.
Został pochowany w kościele Santa Maria in Cosmedin. Jego bratankiem był Luigi Serafini, mianowany kardynałem w 1877.